# PPL Therapeutics
PPL Therapeutics est une entreprise écossaise en génie génétique où a été créée Dolly, le premier mammifère cloné.
Cette entreprise a été mise en liquidation, à la suite de gros problèmes financiers, en 2003.